# Гакса, Сибонисо
Сибони́со «Па» Га́кса (зулу Siboniso Gaxa; 6 апреля 1984, Дурбан, Натал, ЮАР) — южноафриканский футболист, игравший на позиции защитника. Выступал в составе национальной сборной ЮАР.

## Карьера

### Клубная
Поступил в университет в Порт-Элизабете, в котором в то время была команда, находящаяся под патронажем датской команды «Копенгаген». Однако не стал одним из трёх футболистов, перешедших в 2002 году в стан датчан. Ими оказались Элрио ван Херден, Ли Лангенфельд  и Бонгумуса Мтхетхва. В 2002 году перешёл в «Суперспорт Юнайтед», где он играл в течение шести сезонов, а затем присоединился к «Мамелоди Сандаунз» в 2008 году. В 2010 году перешёл в бельгийский клуб «Льерс», а в 2013 вернулся в ЮАР в клуб «Кайзер Чифс».

### В сборной
Дебютировал за национальную сборную страну в отборочном матче на ЧМ-2006 против сборной Кабо-Верде 4 июня 2005. Был в составе сборной ЮАР на Золотом кубке КОНКАКАФ в 2005 году, а также на кубке африканских наций 2008 и Кубке конфедераций 2009. 1 июня 2010 года был включён в официальную заявку на домашний чемпионат мира. В первом матче против Франции вышел на замену во втором тайме, а два остальных матча сборной ЮАР на чемпионате провёл полностью.